# Giovanni Antonio Solinas
Giovanni Antonio Solinas (Oliena, 15 febbraio 1643 – Valle del Zenta, 27 ottobre 1683) è stato un gesuita e missionario italiano; riconosciuto martire della fede, è venerato come beato dalla Chiesa cattolica, che ne celebra la memoria liturgica il 27 ottobre.

## Biografia
Nato il 15 febbraio 1643 ad Oliena, in Sardegna, allora sotto la dominazione spagnola, il giovane Giovanni Antonio entrò nella Compagnia di Gesù il 12 giugno 1663 e fece il noviziato a Cagliari. Dopo anni di formazione spirituale e accademica, partì per la Spagna con altri tre gesuiti sardi e nel 1673 fu ordinato sacerdote a Siviglia. Nello stesso anno partì per il Nuovo Mondo con i confratelli. Nel 1674, dopo mesi di navigazione, raggiunsero l'Argentina, facente parte del grande impero coloniale spagnolo.
Al termine di un altro periodo di formazione a Cordoba, a Buenos Aires e a Santa Fe, i suoi superiori lo destinarono prima alle riduzioni guaranì di Itapúa e Santa Ana poi, dopo una parentesi come cappellano militare, ad altre riduzioni. Quando i gesuiti entrarono nei territori tra il sud della Bolivia e il nord dell'Argentina, nella regione del Gran Chaco, Solinas si offrì volontario, consapevole delle difficoltà perché le tribù che vi abitavano erano bellicose, spesso in conflitto tra loro e con i colonizzatori spagnoli.
Nel 1683 vi fu organizzata una spedizione missionaria: padre Solinas con due confratelli e altre settanta persone tra cui molti indigeni convertiti, accompagnò il sacerdote diocesano Pedro Ortiz de Zárate, originario di Jujuy, per una missione di contatto e di pace con le popolazioni locali. Nonostante i primi approcci fossero stati incoraggianti, il 26 ottobre 1683 alcune centinaia di guerrieri indigeni Tobas e Mocovis, aizzati dai loro stregoni, si presentarono al campo armati e con i corpi minacciosamente decorati ma, dicendo di essere venuti in pace, accettarono i doni dei missionari. Il giorno seguente, dopo la celebrazione della messa, mentre al campo si trovavano i padri Solinas e Ortiz con diciotto laici furono circondati, attaccati e massacrati dagli indigeni. Il massacro fu scoperto alcuni giorni dopo dal gesuita padre Diego Ruíz che era andato a far scorta di viveri e che fu raggiunto da un indio scampato all'accerchiamento.

## Beatificazione
Giovanni Antonio Solinas e Pedro Ortiz de Zárate fin da subito vennero considerati martiri della fede, ma la causa di beatificazione non poté essere istituita. Solo nel 1986 il vescovo di Nuoro, diocesi di nascita di padre Solinas, chiese ai vescovi di Oran e di Salta di aprire la causa, cosa che avvenne nel 1988. In seguito la causa subì una battuta d'arresto perché fu deciso di espungere i 18 laici di cui non era stato tramandato neanche il nome. L'inchiesta diocesana poté essere celebrata presso la Curia ecclesiastica di Orán solo a partire dal 4 maggio 2007 e si concluse il 14 novembre 2016, per poi essere inviata alla Santa Sede per il successivo iter.
Il 13 ottobre 2021 papa Francesco ha autorizzato la promulgazione del decreto sul martirio di don Pedro e padre Giovanni Antonio. La loro beatificazione si svolse il 2 luglio 2022 presso il Parco della Famiglia a San Ramón de la Nueva Orán, alla presenza del vescovo della Diocesi di Nuoro Antonello Mura e una delegazione di sacerdoti e laici, nella celebrazione eucaristica presieduta dal cardinal Semeraro, Prefetto della Congregazione delle Cause dei Santi, come inviato del Santo Padre.